# اینگوار گارد
اینگوار گارد (سوئدی: Ingvar Gärd; ۶ اکتبر ۱۹۲۱ – ۳۱ اوت ۲۰۰۶) بازیکن و مربی فوتبال اهل سوئد بود.
از باشگاه‌هایی که در آن بازی کرده‌است می‌توان به باشگاه فوتبال مالمو و باشگاه فوتبال سمپدوریا اشاره کرد.
وی همچنین در تیم ملی فوتبال سوئد بازی کرده‌است.